# Витухин, Дмитрий Сергеевич
Дмитрий Сергеевич Витухин (7 июня 1919, Москва — 3 ноября 1995, Москва) — советский и российский архитектор и педагог. Лауреат Государственной премии СССР (1967).

## Биография

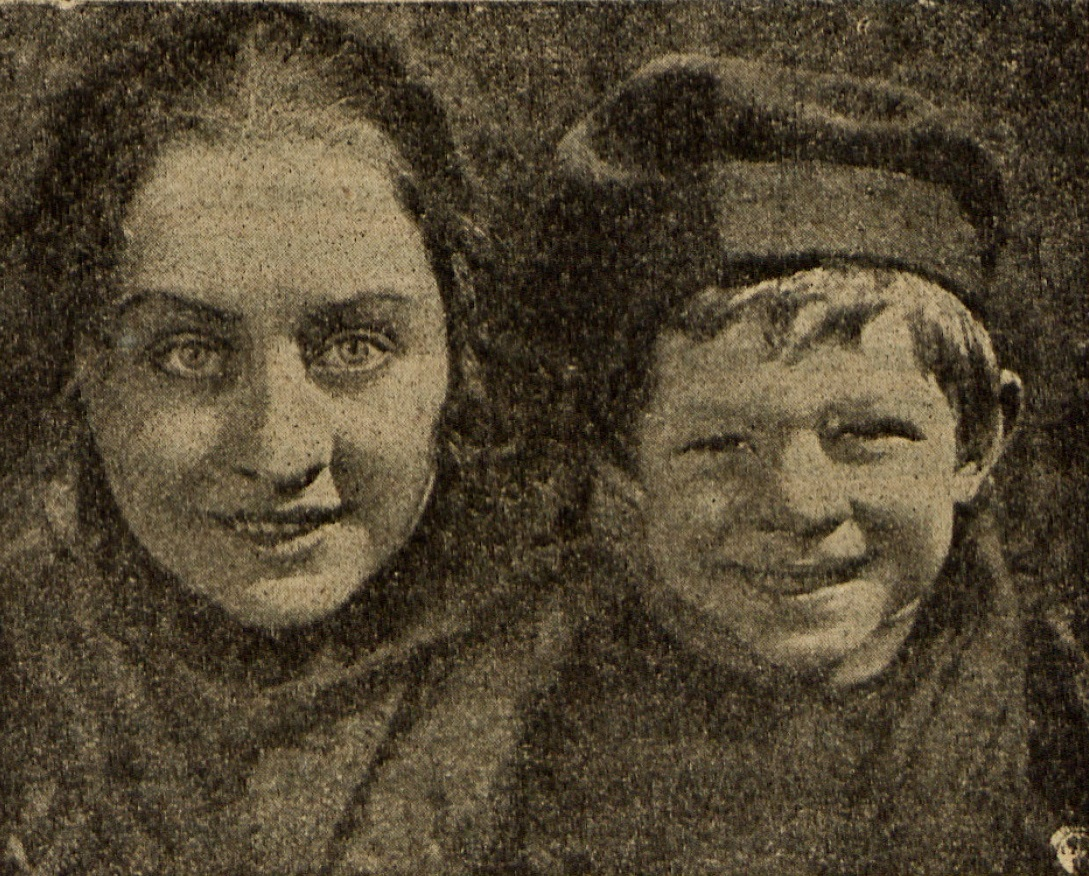
Актёры фильма «Дитя Госцирка»
Валентина Куинджи и Дима Витухин

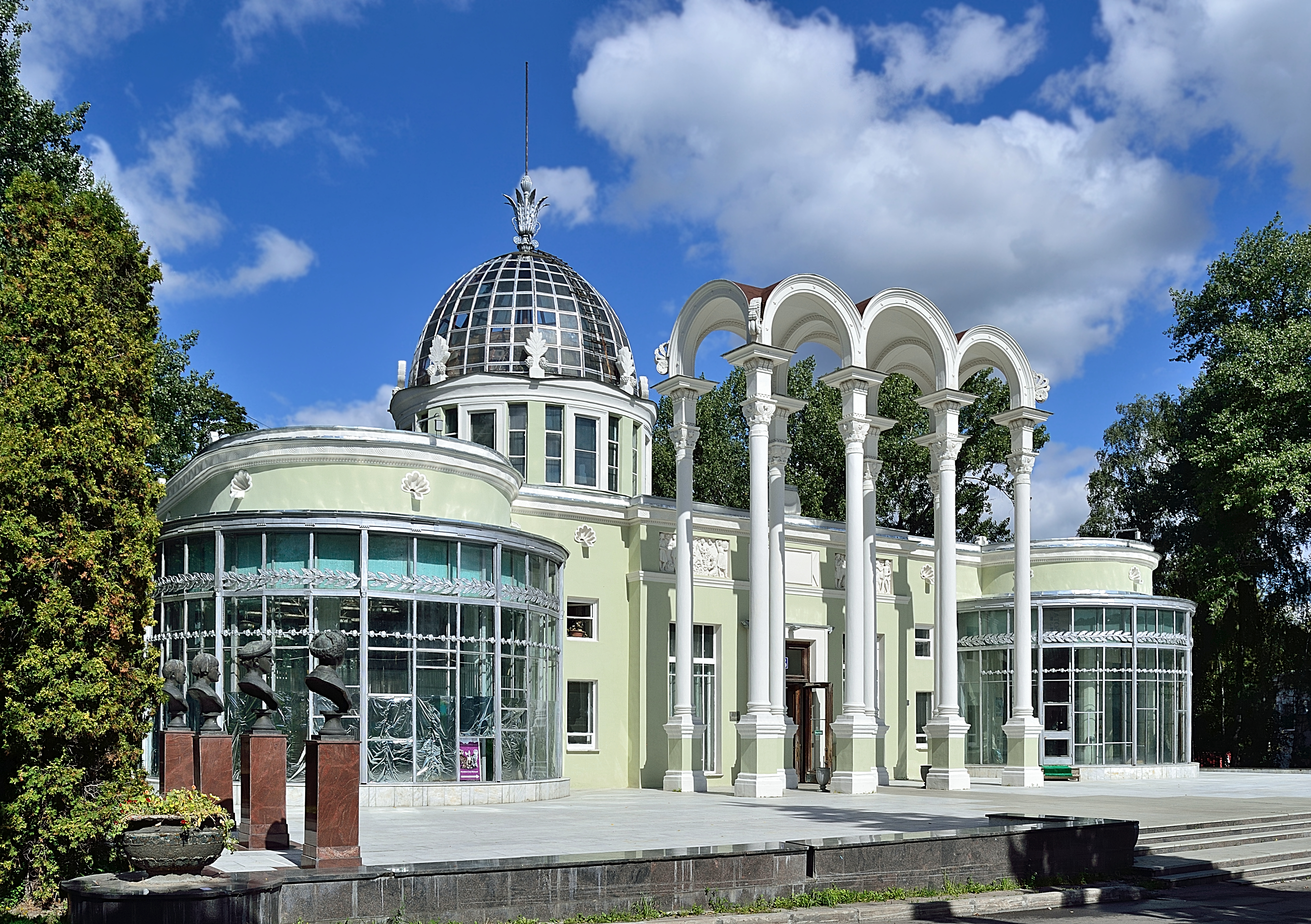
Павильон «Юные натуралисты» на ВДНХ

Надгробие В. М. Хвостову

Родился 7 июня 1919 года в Москве в семье служащего и рабочей. В возрасте 5 лет исполнил одну из главных ролей в художественном фильме «Дитя Госцирка» (1925), художником которого был его дядя, С. В. Козловский. В 1937 году окончил школу-десятилетку и в 1938 году поступил в Московский архитектурный институт (МАРХИ). В 1946 году окончил МАРХИ.
С 1947 до 1950-х годов работал старшим архитектором ГИПРОВУЗа. В 1949—1951 годах — архитектор Института этнографии АН СССР, принимал участие в раскопках Хорезма и других. Выполнял графические работы для Хорезмской археологической экспедиции. В 1951 году поступил в аспирантуру МАРХИ. После окончания аспирантуры в 1954 году вновь работал архитектором Института этнографии. С 1959 по 1961 год — главный архитектор Проектного института ГПИ № 5 Минстроя РСФСР.
С 1961 по 1981 год преподавал в Московском архитектурном институте. Занимал должности преподавателя, старшего преподавателя и доцента. С 1981 года и до конца жизни — доцент Московского художественно-промышленного института (кафедра Дизайн-2).
Среди проектов Д. С. Витухина застройка Волоколамского и Ленинградского шоссе, институты, лабораторные корпуса, пионерские лагеря, гостиницы, магазины, монументы. Принял участие в 6 архитектурных конкурсах.
Член Союза архитекторов СССР с 1954 года. Член правления Московского отделения Союза архитекторов.
В 1950-х годах, во время отпусков, ездил в Ферапонтов монастырь, где выполнял копии фресок Дионисия, а также кроки разрезов собора Рождества Богородицы. Эти работы Д. С. Витухин позднее передал музею фресок Ферапонтова.
Умер 3 ноября 1995 года.

## Работы
- Павильон «Юные натуралисты» на ВДНХ (1954, в составе коллектива)[2]
- Пионерский лагерь «Прибрежный» в «Артеке» (1960—1964, в составе коллектива, Государственная премия СССР)[4]
- Скульптурные композиции для памятника Славы в Саранске (1973—1980)[2]
- Гостиничный комплекс на территории Покровского монастыря в Суздале и мотель на дороге в Кидекшу (1973—1980)[2]
- Ювелирный магазин «Самоцветы» в Москве (1973—1980)[2]
- Мемориальный комплекс в Павлодаре (1973—1980)[2]
- Мемориальная доска Народному артисту СССР М. Н. Кедрову на фасаде дома 5/7 по Глинищевскому переулку (1973, скульптор В. В. Александрова)[5][2]
- Памятный знак адмиралу Ф. Ф. Ушакову при въезде в Санаксарский монастырь (1982, скульптор В. Б. Шелов)[6]
- Надгробие Народному художнику РСФСР С. В. Козловскому на Новодевичьем кладбище[2]
- Надгробие академику В. М. Хвостову на Новодевичьем кладбище[2]

## Награды
- Государственная премия СССР (1967) — за проектирование и строительство пионерского лагеря «Прибрежный» в «Артеке»[1][2]
- Медаль «За оборону Москвы» (1945)[1]
- Медаль «В память 800-летия Москвы» (1949)[1]
- Юбилейная медаль «Тридцать лет Победы в Великой Отечественной войне 1941—1945 гг.»[1]
- Юбилейная медаль «Сорок лет Победы в Великой Отечественной войне 1941—1945 гг.»[1]
- Юбилейная медаль «Пятьдесят лет Победы в Великой Отечественной войне 1941—1945 гг.»[1]
- Медаль «Ветеран труда» (1987)[1]
- Золотая медаль «Участнику Всесоюзной сельскохозяйственной выставки» — за проектирование и строительство павильона «Юные натуралисты»[1]